# Китсолт
Китсолт (англ. Kitsault) — нежилой шахтёрский городок (город-призрак) на северном побережье Британской Колумбии в Канаде, в нескольких десятках километров от границы с США (Аляска) и в 1440 километрах от Ванкувера, крупнейшего города провинции. Ближайший населённый пункт расположен на 200 км южнее. Рядом находится индейская резервация № 24 Gits’oohl. Название Kitsault происходит от индейского Gits’oohl, что означает что-то вроде «путь назад».

## Климат
Благодаря открытому Тихому океану фьорду, Китсолт имеет очень влажный климат с примерно 1500 мм осадков в год, которые выпадают в основном зимой в виде снега. Температуры варьируются от −4 °C в январе до 15,5 °C в июле.

## История
В конце 1970-х годов в течение короткого времени на мировом рынке наблюдалось десятикратное увеличение цен на молибден. Одной из основных причин этого было то, что США, в то время основной производитель молибдена, ограничили продажу государственных ресурсов.
Новый владелец, горнодобывающая компания «AMAX of Canada Ltd.», решил возобновить добычу на месторождении. Поскольку район относительно удалён, в период с 1979 по 1980 год планировалось построить посёлок для 1200 горняков и их семей. Для этого было инвестировано около 50 миллионов долларов. Были построены 100 домов на одну семью и семь многоквартирных домов с примерно 200 квартирами, а также комплексная инфраструктура с больницей, школой, библиотекой, торговым центром, общественным центром, театром, спортивным залом, бассейном, линией электропередачи, асфальтированными дорогами и т. д.
Уже в начале 1980-х годов рынок отреагировал на высокие цены. Молибден, который в любом случае получали в процессе добычи меди в огромных порфировых месторождениях меди, теперь добывали как побочный продукт. Кроме того, элемент, используемый для переработки стали и катализаторов, использовался более эффективно, перерабатывался и заменялся другим сырьём. В результате цены на мировом рынке опустились через несколько лет до прежнего значения до бума. Это сделало добычу неэкономичной, и добыча была прекращена в 1982 году. За короткий период эксплуатации с 1981 по 1982 год было добыто около 4000 тонн молибденовой руды.
Хотя жители не покинули поселение самостоятельно, «Амакс» выкупила дома. Осенью 1983 года Китсолт снова стал необитаем. Однако «Амакс» продолжала использовать охранника в пустынной местности. Энергия и энергоснабжение не были отключены. В 1999 году «Амакс» была приобретена компанией «Phelps Dodge», которая приобрела и земельный участок, но в 2004 году продала его.
В 2005 году индийский предприниматель Кришнан Сутантиран приобрел поселение, промышленные объекты, лес и береговую линию за 5,7 млн долларов США у «Phelps Dodge». Концессия на шахту осталась в руках горнодобывающей компании. Сутантиран вложил ещё 2 миллиона долларов, отремонтировал здания, отремонтировал канализационную систему и водопроводные трубы и продолжал нанимать охрану. Он планировал превратить Китсолт в экопоселение, своего рода «убежище для лучших и ярких умов на планете».
Однако с 2004 года цены на молибден снова значительно выросли. «Avanti Mining Inc.» приобрела в октябре 2008 года права на добычу полезных ископаемых и запланировала возобновление добычи, однако цены в связи с банковским кризисом, снова рухнули. Это привело к судебным разбирательствам, поскольку рудник нуждался в доступе к морю, однако идея Сутхантхирана об экопоселении, напротив, препятствовала этому. В 2014 году «Avanti» владела всеми необходимыми концессиями. Тем не менее, цены на мировом рынке упали ниже предела прибыльности в долгосрочной перспективе, так что компания, которая с конца 2014 года стала называться «Alloycorp Mining Inc.», снова свернула проект.
Сутантиран последовал новому плану. В 2013 году он основал компанию «Kitsault Energy Ltd». Её целью является использование стратегического местоположения вблизи Тихого океана для строительства станции погрузки сжиженного природного газа (СПГ). Отсюда газ должен прежде всего поставляться на рынок Дальнего Востока, особенно в Китай. Инфраструктура с трубопроводом от газовых месторождений Форт-Нельсон и Досон-Крик требует инвестиций в размере 20-30 млрд долларов США. Он получил необходимое одобрение в январе 2016 года.
В летние месяцы он нанимает более дюжины человек, и в настоящее время инвестировал около 25 миллионов долларов в обслуживание.